# Червона квіточка
«Аленька квіточка» (рос. «Аленький цветочек») — російський радянський художній фільм-казка, знятий у 1977 році режисером Іриною Поволоцькою на Кіностудії ім. М. Горького. Фільм знятий за мотивами однойменної казки С. Т. Аксакова.

## Сюжет
Купець зібрався в далекі країни і перед від'їздом запитав трьох своїх дочок, яких гостинців їм привезти. Старші попросили дорогого вбрання та прикрас, а молодша Оленка — аленьку квіточку, гарніше якої немає на білому світі. У процесі пошуків квіточки люблячий батько опинився на малонаселеному (всього три живі душі) острові, де і знайшов необхідний подарунок, який зірвав і тим самим накликав на себе гнів його господаря — чудовиська лісового. Але почувши про причини, він зглянувся і сказав, що в покарання бути купцеві у нього вічним бранцем. Той побажав попрощатися з дочками, а коли настала черга повертатися, Оленка хитрістю забрала у батька диво-перстень і відправилася на острів сама.
На острові ж знаходиться лише ліс, озеро і величезний палац, де роками живе відлюдником дивна і загадкова жінка, а при ній буркотливий і правдивий старий-камердинер. Обидва вони пам'ятають ще давнє життя «з маскарадами і феєрверками», та й камердинер не раз натякає своїй подрузі, що саме вона зачарувала їх юного принца. Трагічність і таємничість мудрої самітниці і турбота добродушного старого зацікавлюють Оленку, і вона затримується в палаці, також дізнаючись ближче і господаря острова — зарослого мохом чудовиська з добрим серцем і чуйною душею. Вони закохуються одне в одного. Незважаючи на прохання старшої приятельки тікати звідти, дівчина не погоджується і вирішує відбути лише на короткий термін до батька і сестер. Останні воліють аби вона залишилася вдома, але та все ж повертається на острів і звільняє від прокляття свого коханого. Ним насправді виявляється принц — правитель тутешньої держави. Відлюниця же їде геть разом з улюбленцями — павою і черепахою; з нею відправляється і камердинер, кажучи, що тут і без нього обійдуться, а її він не залишить, поки «добре серце до неї не повернеться».

## У ролях
- Марина Іллічова-Рижакова —  Олена
- Лев Дуров —  Купець
- Алла Демидова —  Чарівниця
- Олексій Чернов —  Старий
- Олександр Абдулов —  Принц / Чудовисько
- Валентин Гнеушев —  Єгорка
- Ольга Токарєва —  Аріна
- Олена Водолазова —  Акулина

## Знімальна група
- Автор сценарію:  Наталія Рязанцева
- Режисер:  Ірина Поволоцька
- Оператор:  Олександр Антипенко
- Художник:  Костянтин Загорський
- Композитор:  Едісон Денисов
- Диригент:  Юрій Ніколаєвський